# Colletes marginatus
Colletes marginatus là một loài Hymenoptera trong họ Colletidae. Loài này được Smith mô tả khoa học năm 1846.